# Cerro de San Blas (Madrid)

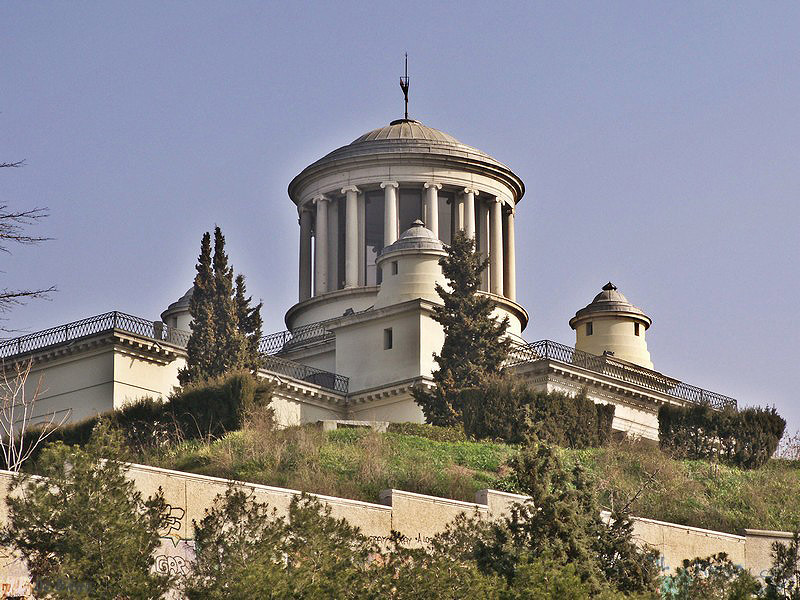
El cerro de San Blas y su Real Observatorio, diseño de Juan de Villanueva.

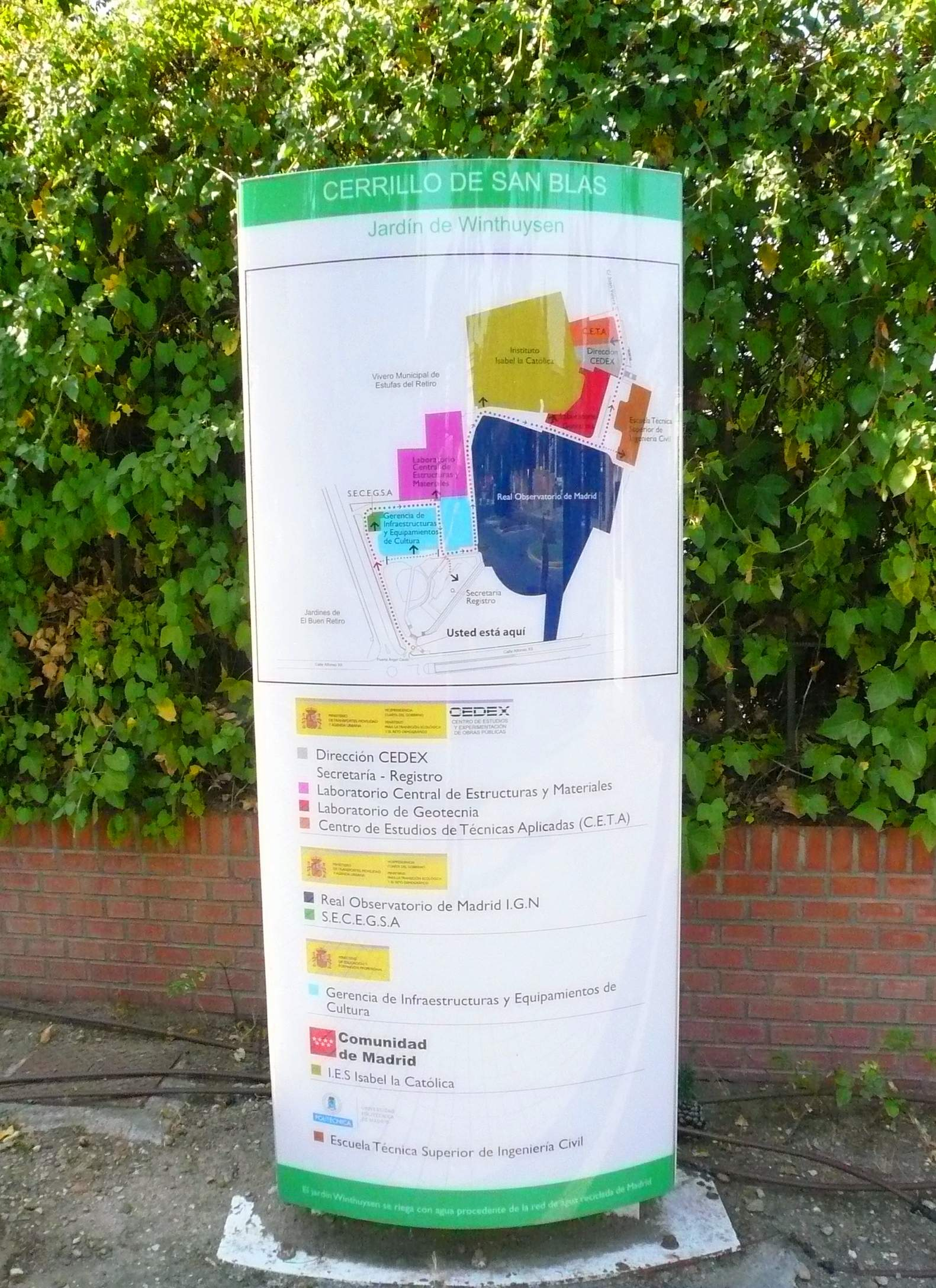
Plano y relación de edificios y organismos emplazados en el Cerro de San Blas

El cerro de San Blas (denominado también cerrillo de San Blas) es un promontorio ubicado en uno de los extremos meridionales de los Jardines del Retiro de la ciudad de Madrid. Se trata de una pequeña elevación del terreno, ubicada en la parte final del camino que conducía en su momento al monasterio de Atocha, que empieza a cobrar importancia en los últimos años del siglo XVI, desde el momento en que se construye una ermita dedicada a San Blas, cuyo nombre va a utilizarse desde entonces para designar también aquel "cerrillo". Se diseñó el Real Observatorio de Madrid que comienza a construirse en 1790, por lo que también recibe el nombre de colina de las Ciencias. En la actualidad se encuentra en uno de los extremos de la calle de Alfonso XII.

## Historia

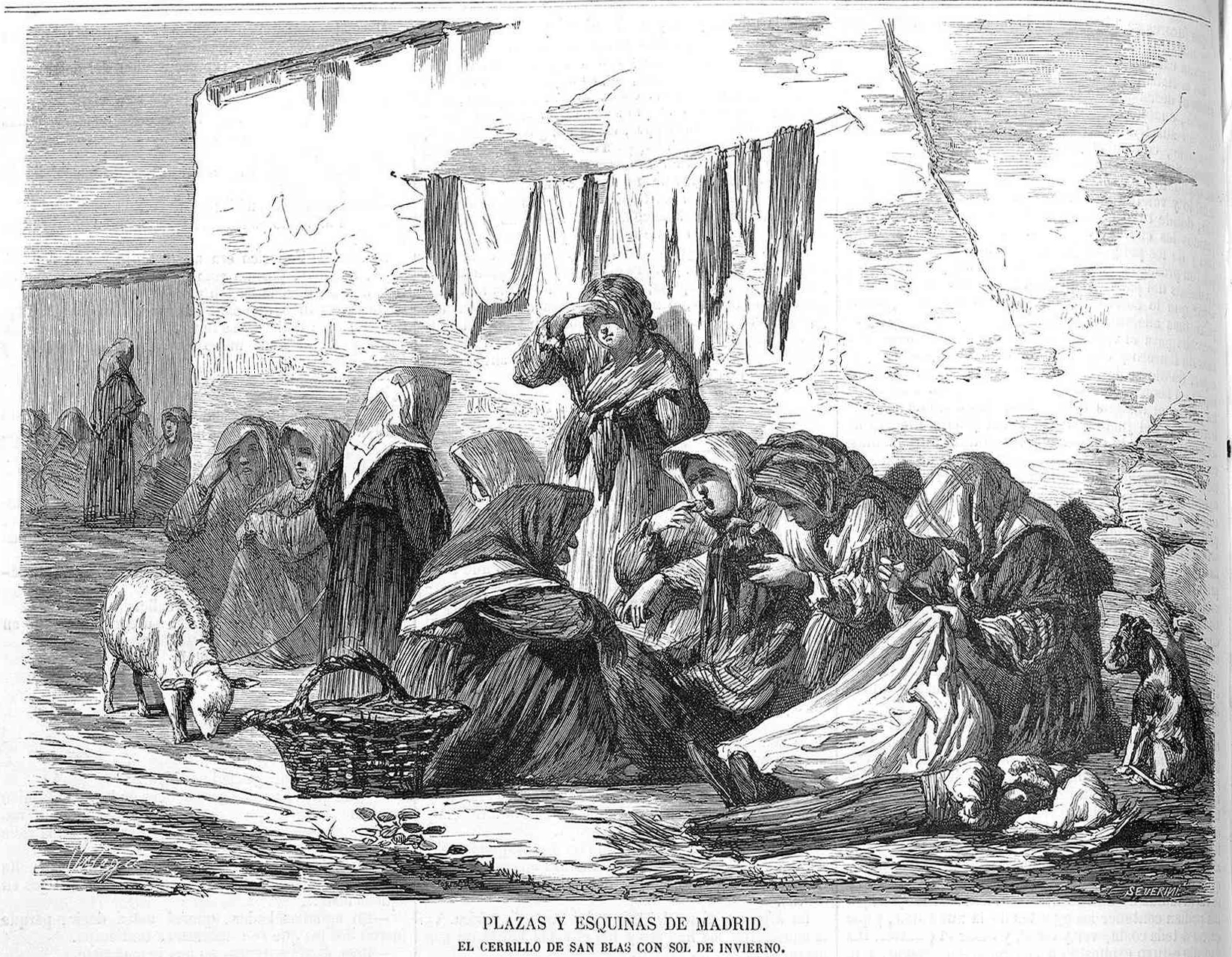
«El cerrillo de San Blas con sol de invierno». Dibujo de Ortego grabado por Severini (El Museo Universal, 13 de abril de 1862)

En 1587 la ermita de San Blas era lugar de peregrinación por parte de los madrileños devotos de las reliquias de San Blas. A comienzos del siglo XVIII los frailes de Nuestra Señora de Atocha solicitaron al Ayuntamiento la desaparición del cerro. El promontorio aparece reflejado en el plano de Teixeira, identificado con su ermita, que fue demolida a finales del siglo XIX. El arquitecto Juan de Villanueva diseñó el Observatorio, que ocupa la posición más alta de la montaña. El edificio del Instituto Cajal, inaugurado en 1932, tuvo su sede en el cerro de San Blas, cambiando su nombre para honrar la memoria de su fundador.